# Plano projectivo
Em geometria projetiva, o plano projectivo é obtido a partir do plano euclidiano acrescentando-se, para cada direção, um ponto impróprio, e uma reta imprópria que contém todos os pontos impróprios.
Em topologia, um plano projectivo é o espaço topológico obtido pela identificação dos pontos opostos da fronteira de um disco.

## Propriedades geométricas
- Duas retas quaisquer se interceptam em um ponto. Os pontos impróprios representam a interseção das retas que, no plano euclidiano, seriam retas paralelas. Qualquer reta intercepta a reta imprópria no seu ponto impróprio.

## Propriedades topológicas
Um plano projectivo é uma superfície:
- compacta
- não orientável
- conexa

O plano projetivo é uma superfície que admite triangulação, e uma possível triangulação para ela é dada pela figura abaixo, na qual o plano projetivo está representado por um quadrado com os lados devidamente identificados:

Triangulação do Plano Projetivo